# Enrique Abargues Morán
Enrique Abargues Morán (Buñol; 10 de junio de 1963) es solista de fagot con la Orquesta Nacional de España y desde 1982, profesor titular de la misma.

## Biografía
Enrique Abargues Morán nació el 10 de junio de 1963 en Buñol, Valencia. Obtuvo el Título Superior de Fagot en el Conservatorio Superior de Música de Valencia donde estudió con José Enguídanos y luego amplió sus estudios con Klaus Thunemann, fagotista de la Orquesta Sinfónica de la Radio del Norte de Alemania, en la Sommer Akademie Johann Sebastián Bach de Stuttgart en Alemania.
En 1984 fue nombrado Fagot solista de la Orquesta Nacional de España.

## Enseñanza
Muy temprano, cuando tenía 18 años recién cumplidos, fue nombrado profesor titular de la Orquesta Nacional de España.
Ha sido profesor del Conservatorio Profesional de la Comunidad de Madrid y profesor de Fagot y Música de Cámara en el Centro Europeo de Estudios Musicales Neomúsica de Madrid. Actualmente es profesor en el Centro Superior Katarina Gurska y en la Universidad Alfonso X el Sabio. Ha impartido clases magistrales en el conservatorio de Shanghái (China)
Sus enseñanzas han llegado a numerosos jóvenes interesados en el fagot debido a su labor en instituciones musicales como la Joven Orquesta de la Comunidad de Valenciana, la Orquesta Sinfónica de Estudiantes de la Comunidad de Madrid, la Joven Orquesta Sinfónica del Principado de Asturias, la Joven Orquesta Juan Crisóstomo Arriaga, la  Joven Orquesta Sinfónica de Castellón y  la Joven Orquesta Nacional de España (JONDE)

## Intérprete
Es el primer atril y uno de los solistas más destacados de la orquesta.
Además de tocar con la Orquesta Nacional de España, suele presentarse con la Orquesta Andrés Segovia y la Orquesta de la Villa de Madrid. 
Es miembro del Quinteto de Viento Audade. También toca en numerosas oportunidades en la Orquesta de Cámara Reina Sofía y en el Grupo LIM.
Cabe destacar sus actuaciones como solista con: la Orquesta Nacional de España, Orquesta Sinfónica de Bilbao, Orquesta de Cámara Española, Orquesta de Cámara Reina Sofía, Orquesta Municipal Ciudad de Córdoba y Orquesta de Cámara Villa de Madrid. Bajo la dirección de los maestros [David Afkaham], [Walter Weller], [Rafael Frühbeck de Burgos], [Josep Pons], [Kazushi Ono], [Martin Turnovski], [Luca Pfaff], [Luis Remartinez] y [Mercedes Padilla]. 
Sobre su virtuosismo, el diario El País dijo:

El fagotista Enrique Abargues, de Buñol (Valencia), protagonizó con alto virtuosismo y admirables sonido y estilo el Concierto en si bemol (k. 191), anterior en dos años a la Serenata. Su puro sello salzburgués incluye ese toque de gracia connatural con el genio mozartiano. Además, a lo largo de la pieza el instrumentista ha de vencer las dificultades de un virtuosismo singular.

## Reconocimientos
El Concierto para fagot y orquesta “Notas para la paz” de la compositora Marisa Manchado, compuesto por encargo de la Orquesta y Coro Nacionales de España (OCNE), y estrenado el 27 de abril de 2012, bajo la batuta de Kazushi Ono, fue compuesto precisamente «...pensando en las capacidades del instrumentista que la estrena, el fagotista...».